# بریتانی مک‌فی
بریتانی مک‌فی (انگلیسی: Brittany McPhee؛ زادهٔ ۱۲ ژانویهٔ ۱۹۹۶) بازیکن بسکتبال اهل ایالات متحده آمریکا است.